# Crossleyia
Crossleyia is een geslacht van zangvogels uit de familie Bernieridae.

## Soorten
Het geslacht kent de volgende soorten:
- Crossleyia tenebrosa – Sianakatetraka
- Crossleyia xanthophrys – Geelbrauwfoditany